# 武部新
武部 新（たけべ あらた、1970年〈昭和45年〉7月20日 - ）は、日本の政治家。自由民主党所属の衆議院議員（5期）、文部科学副大臣、自由民主党北海道支部連合会会長。
農林水産副大臣（第1次岸田内閣・第2次岸田内閣）、環境大臣政務官兼内閣府大臣政務官（第3次安倍第3次改造内閣・第4次安倍内閣）、衆議院法務委員長、自由民主党農林部会長、同党野菜果樹畑作物等対策委員長、同党国会対策副委員長、同党副幹事長を歴任した。
父は自由民主党幹事長や農林水産大臣を歴任した武部勤、義理の妹はタレントの田丸麻紀、義兄は衆議院議員を務めた藤田幹雄、義父は一橋大学名誉教授の藤田伍一。

## 来歴・人物
北海道斜里郡斜里町出身。北海道札幌南高等学校、早稲田大学法学部（国際機構法ゼミ）卒業後、日本興業銀行に就職。
2000年に同社を退社後、シカゴ大学に留学し、2003年にシカゴ大学の公共政策大学院修士課程を修了している。同年より父・武部勤の秘書を務めた。
父が引退した2012年の第46回衆議院議員総選挙で、自民党道連の公募を経て（実質的に父の地盤を引き継ぐ形で）北海道12区から出馬。第45回衆議院議員総選挙で父を破った松木謙公を破り初当選。
2014年の第47回衆議院議員総選挙で再選。
2017年8月、第3次安倍第3次改造内閣にて環境大臣政務官兼内閣府大臣政務官に就任。同年の第48回衆議院議員総選挙でも3選となった。
2021年10月、第1次岸田内閣にて農林水産副大臣に就任。
2021年10月31日の第49回衆議院議員総選挙で、立憲民主党公認の元網走市議会議員の川原田英世、日本共産党公認の菅原誠を破り、4選。
2024年9月27日に行われた自民党総裁選挙において小林鷹之の推薦人に名を連ねた。1回目の投票では小林に投じ、決選投票については、北海道新聞の取材に対し、投票先を公表しなかった。
同年10月3日、第1次石破内閣において文部科学副大臣に就任。同年年10月31日、第50回衆議院議員総選挙で5選したが初めて、対立した候補である川原田英世に比例復活を許した。同年11月13日、第2次石破内閣において文部科学副大臣に再任。
2025年5月25日、自由民主党北海道支部連合会（以下、道連）会長に就任。

## 不祥事
2012年（平成24年）の第46回衆議院議員総選挙では、同年12月22日に武部新の後援会副幹事長であった稚内港湾施設株式会社代表取締役専務が、公職選挙法違反（運動員買収）の容疑で逮捕された。
統一教会の信者を秘書として雇っていたことが判明している。

## 政策
- 女性宮家の創設に反対[24]。
- 選択的夫婦別姓制度の導入に反対[25]。

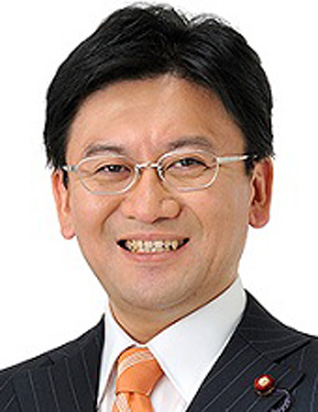
環境大臣政務官兼内閣府大臣政務官就任時に公表された肖像

- 2013年11月26日、特定秘密保護法案の採決で賛成票を投じている[26]。
- 憲法9条の改正・集団的自衛権の行使容認に賛成[27]。
- アベノミクスを評価する[27]。
- 原発は日本に必要だ[27]。
- 村山談話・河野談話を見直すべき[27]。
- ヘイトスピーチの法規制に賛成[27]。

## 所属団体・議員連盟
- 自民党たばこ議員連盟[28]
- 日本会議国会議員懇談会[29]
- 神道政治連盟国会議員懇談会[29]
- みんなで靖国神社に参拝する国会議員の会[29]
- 党風一新の会（代表世話人）[30]

## 著書
- 『突破口!―「祖国日本」、復活のヒント 政治活動40年国会活動25年記念対談集』（武部勤との共著）経済界 2011年7月 ISBN 4766785029

## 選挙歴
| 当落 | 選挙                   | 執行日         | 年齢 | 選挙区       | 政党       | 得票数    | 得票率 | 定数 | 得票順位 /候補者数 | 政党内比例順位 /政党当選者数 |
| ---- | ---------------------- | -------------- | ---- | ------------ | ---------- | --------- | ------ | ---- | ------------------ | ---------------------------- |
| 当   | 第46回衆議院議員総選挙 | 2012年12月16日 | 42   | 北海道第12区 | 自由民主党 | 9万1208票 | 50.33% | 1    | 1/4                | /                            |
| 当   | 第47回衆議院議員総選挙 | 2014年12月14日 | 44   | 北海道第12区 | 自由民主党 | 9万2357票 | 53.43% | 1    | 1/3                | /                            |
| 当   | 第48回衆議院議員総選挙 | 2017年10月22日 | 47   | 北海道第12区 | 自由民主党 | 9万5200票 | 54.14% | 1    | 1/3                | /                            |
| 当   | 第49回衆議院議員総選挙 | 2021年10月31日 | 51   | 北海道第12区 | 自由民主党 | 9万7634票 | 58.43% | 1    | 1/3                | /                            |
| 当   | 第50回衆議院議員総選挙 | 2024年10月27日 | 54   | 北海道第12区 | 自由民主党 | 7万8645票 | 52.34% | 1    | 1/2                | /                            |